# Artista famélico
El Artista famélico es un concepto sociológico que denomina a los individuos que deciden sustituir el bienestar material por un modo de vida dedicado en exclusiva a su trabajo artístico, sobreviviendo con el mínimo gasto. 
El modelo se ha importado de la cultura occidental, preferentemente anglosajona, creando un determinado ámbito de moda y recuperando la filosofía vital del bohemio del siglo XIX e inicio del XX.
Algunos «artistas famélicos» persiguen el éxito convencional en ámbitos como las artes visuales, la industria cinematográfica y el teatro; mientras lo consiguen buscan trabajos temporales —camareros— o  practican el viejo arte del sablazo entre familiares y amigos.
Sobre la alternativa bohemia de los artistas, Virginia Nicholson escribe en Among the bohemians: Experiments in Living 1900-1939:
«Después de cincuenta años podríamos juzgar que la pobreza de Dylan Thomas era noble, mientras que la de Nina Hamnett no tenía sentido. Sin embargo, una artista menor y sin dinero se vuelve igual de famélica que un genio. ¿Qué los impulsó a hacerlo? Creo que tales personas no sólo escogieron el arte, sino también la vida de artista. El arte les ofreció un estilo de vida diferente, uno que creyeron les compensaba de la pérdida de comodidades y respetabilidad».

## Representaciones culturales

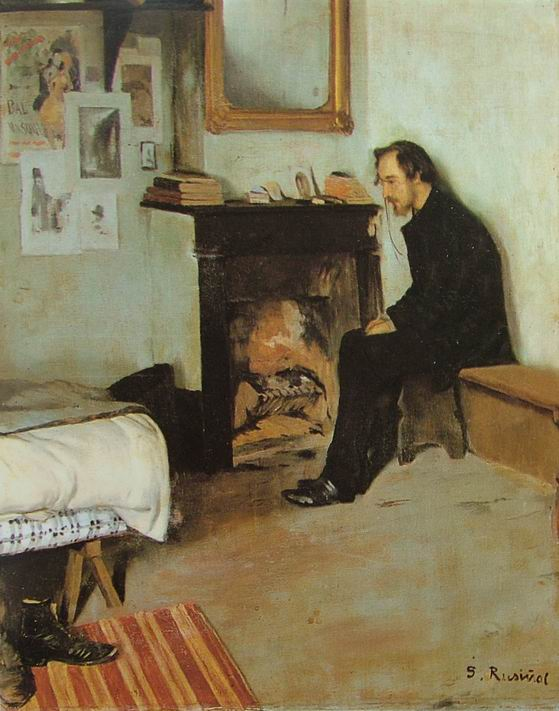
Satie Logis, el músico bohemio Eric Satie, pintado en su apartamento de París por Santiago Rusinol, en 1891.
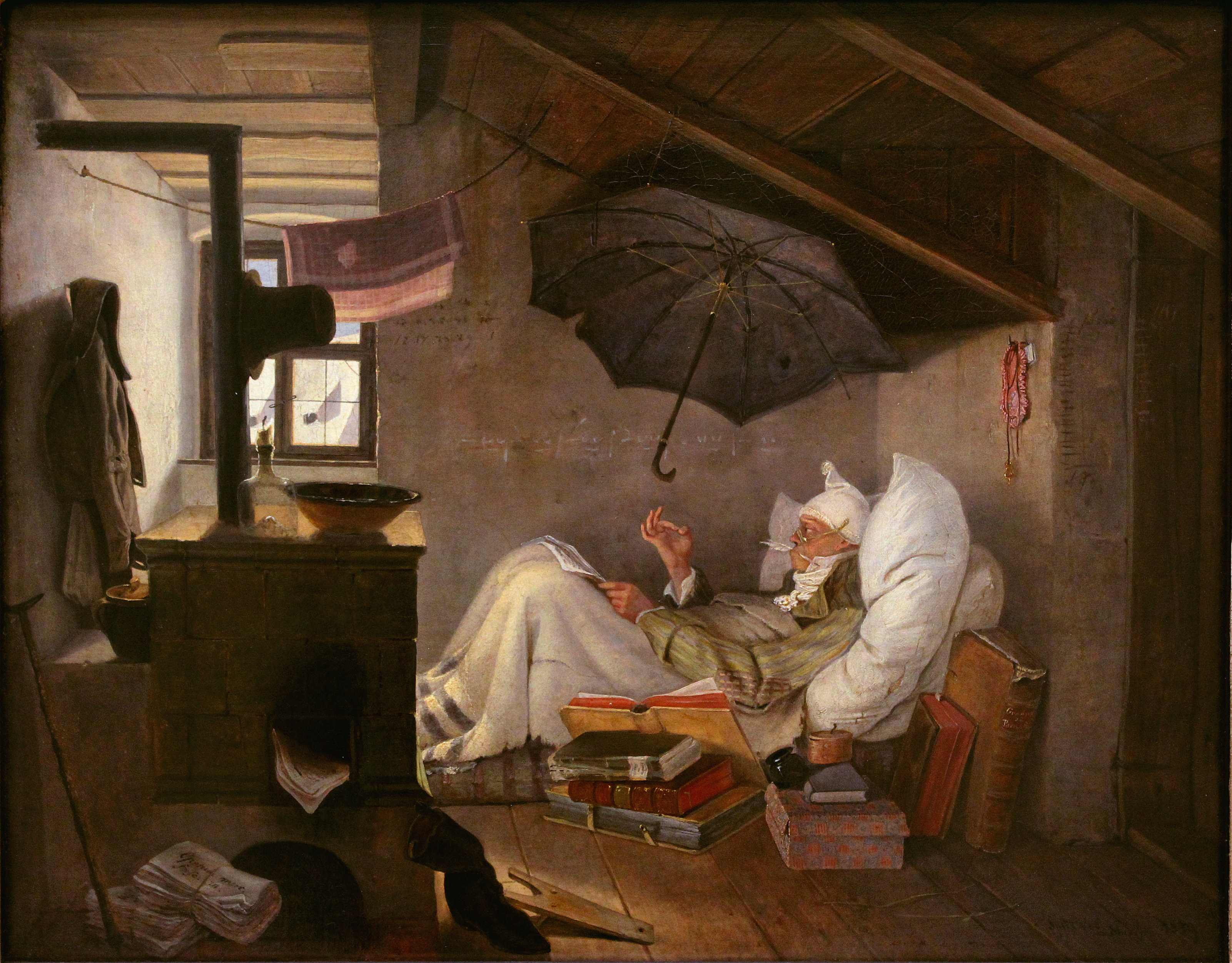
El poeta pobre, alegoría del precedente en el Romanticismo alemán del personaje bohemio, por Carl Spitzweg.
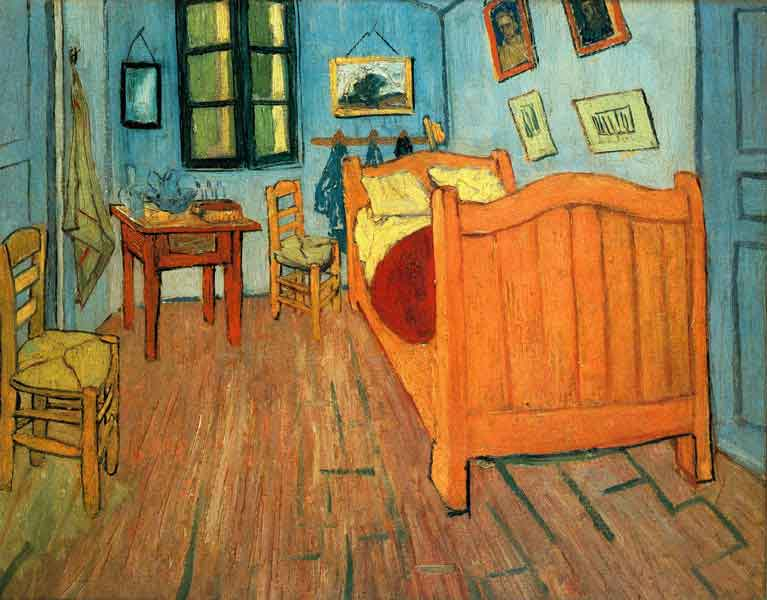
El dormitorio en Arlés (1888), pintado por Vincent van Gogh, el cuarto de la pensión en la localidad francesa donde vivía y trabajaba.

El "artista famélico" es una figura típica del Romanticismo de finales del Siglo XVIII y principios del XIX, y se ve en muchas pinturas y en trabajos de literatura. Henri Murger escribió acerca de artistas famélicos en Scènes de la Vie de Bohème, la base para las operas La bohème de Puccini y Leoncavallo. La novela "Hambre" de Knut Hamsun representa un período en la vida de un artista famélico. Franz Kafka escribió un cuento corto llamado "Un artista del hambre" en 1924, acerca de un hombre que es famoso mundialmente por sus demostraciones públicas de ayuno.